# Келлер, Адальберт фон
Генрих Адальберт фон Келлер (нем. Heinrich Adelbert von Keller, 1812—1883) — немецкий филолог исследователь и издатель памятников по истории германской и романской литературы.

## Биография
Генрих Адальберт фон Келлер родился 5 июля 1812 года в городке Плайдельсхайм расположенном на территории нынешней в земли Баден-Вюртемберг. 

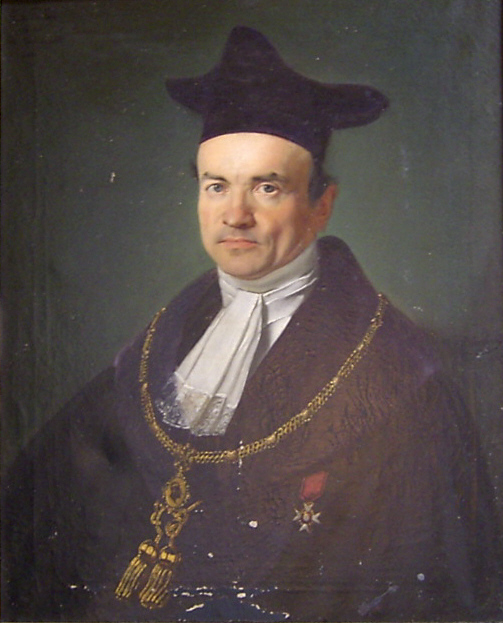
Адальберт фон Келлер

Успешно окончил Тюбингенский университет и вскоре сам стал профессором в альма-матер. Одновременно с преподавательской деятельностью изучал средневековые рукописи, главным образом старофранцузские, в библиотеках Парижа, Ватикана и Святого Марка в Венеции. 
Важнейшим изданием Келлера является сборник «Fastnachspiele aus dem XV Jahrh.» (Штутгарт, 1853; дополн. 1858). Кроме того, он перевёл сочинения Мигеля де Сервантеса, собрал «Altfranz. Sagen» (Тюбинген, 1829—1840) и «Ital. Novellenschatz» (Лейпциг, 1851). 
В сочинении «Uhland als Dramatiker» (Штутгарт, 1877) Келлер издал оставшиеся незаконченными драматические опыты Уланда. 
Генрих Адальберт фон Келлер умер 13 марта 1883 года в городе Тюбингене.
Оставшийся после Келлера труд «Verzeichniss altdeutscher Handschriften» издал в 1890 году в Тюбингене его коллега Эдуард Зиверс.
Среди наиболее известных изданий А. фон Келлера были в частности следующие: «Li romans des sept sages» (Тюбинген, 1836); «Romancero del Cid» (Штутгарт, 1839); «Altdeutsche Gedichte» (Тюбинген, 1846 и сл.); «Meister Altswert» (Штутгарт, 1850, в сотрудничестве с Вильгельмом Людвигом Холландом); «Martina» Гуго фон-Лангенштейна (Штутгарт, 1855); «Karlmeinet» (Штутгарт, 1858); «Alte gute Schwänke» (2 изд. Гейдельберг, 1876), а также сочинения Гриммельсгаузена (Штутгарт, 1854—1862), драмы Якоба Айрера (Штутгарт, 1865), сочинения Ганса Сакса (Штутгарт, 1871).